# Colonia
Pour les articles homonymes, voir Colonia (homonymie).
Le département de Colonia est situé dans le sud ouest de l'Uruguay.

## Géographie
Le département se situe en face de la ville de Buenos Aires et est séparé d'elle par le Río de la Plata.
Limité au nord par le département de Soriano et à l'est par celui de San José, il est bordé par les eaux du fleuve Uruguay au nord-ouest.
Sur la limite interdépartementale qui sépare les départements de Soriano au nord et celui de Colonia au sud chevauche la cuchilla de San Salvador, partie occidentale de la cuchilla Grande Inferior, sur le flanc ouest de laquelle naît le petit río San Juan. C'est la seule partie du département où le relief est notable. 
Par ailleurs, le département n'a pas une altitude élevée, du fait de sa situation en plaine alluviale le long du Rio de la Plata. Il est abondamment irrigué par les différents cours d'eau qui se jettent dans le fleuve platéen dont le río San Juan qui y conflue au milieu du  Parc Anchorena.
Il est l'un des départements les plus densément peuplés ; cela s'explique facilement, ayant été l'un des premiers à être colonisés.

## Histoire
En 1680, les Portugais installent des forteresses capables de résister à l’armada espagnole. Ils sont conduits par le gouverneur de Rio de Janeiro, Don Manuel Lobo. Puis les Espagnols ont conquis le territoire. Avec la révolution, la région devint un département de l’Uruguay, et cela dès 1816, et bientôt c’est toute l’Europe marchande qui arrive en fondant des villes comme Nueva Helvecia (ville de l’est construite par les immigrants venus de Suisse en 1861 ou encore Nueva Palmira et Carmelo (villes du nord ouest).

## Population

### Villes les plus peuplées

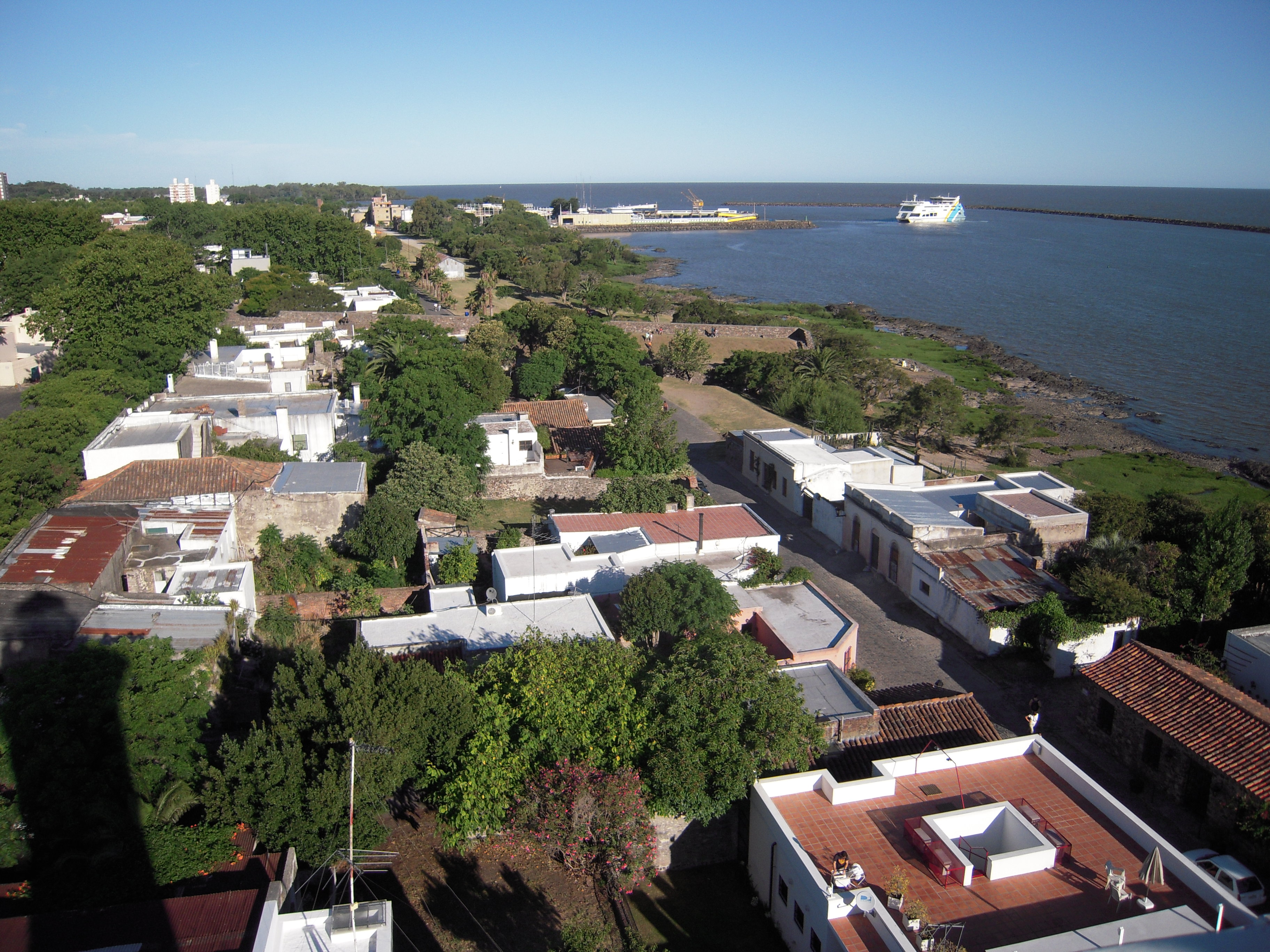
Colonia del Sacramento

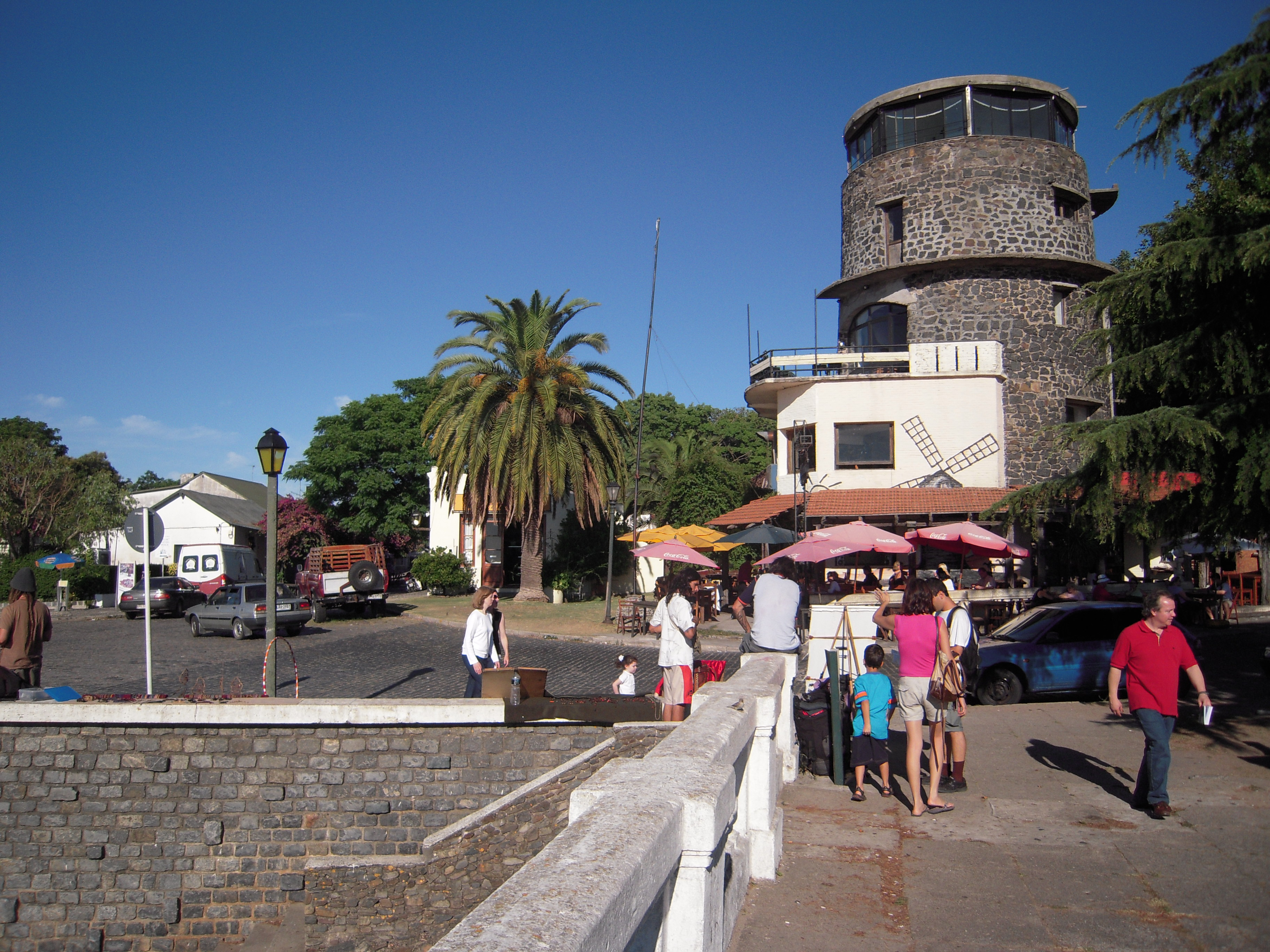
Rue de Santa Rita à Colonia del Sacramento

Selon le recensement de 2004,.
| Ville                  | Population |
| ---------------------- | ---------- |
| Colonia del Sacramento | 21 714     |
| Carmelo                | 16 866     |
| Juan Lacaze            | 13 196     |
| Nueva Helvecia         | 10 002     |
| Rosario                | 9 311      |
| Nueva Palmira          | 9 230      |
| Tarariras              | 6 070      |
| Florencio Sánchez      | 3 526      |
| Ombúes de Lavalle      | 3 451      |
| Colonia Valdense       | 3 087      |

### Autres villes

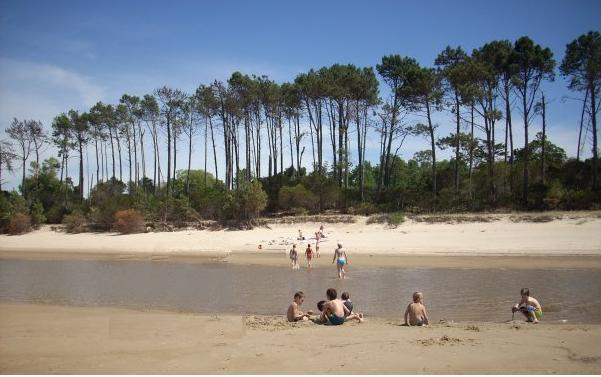
Los Pinos

| Ville               | Population |
| ------------------- | ---------- |
| Miguelete           | 979        |
| Conchillas          | 756        |
| La Paz              | 653        |
| El Semillero        | 523        |
| Pastoreo            | 456        |
| Cufré               | 405        |
| Campana             | 307        |
| Radial Hernández    | 288        |
| Estanzuela          | 185        |
| Paraje Minuano      | 151        |
| Santa Ana           | 146        |
| Riachuelo           | 144        |
| Los Pinos           | 121        |
| Antolín             | 105        |
| La Horqueta         | 100        |
| Barker              | 91         |
| Arrivillaga         | 76         |
| Cerros de San Juan  | 75         |
| Mevir San Pedro     | 73         |
| Colonia Cosmopolita | 73         |
| Chico Torino        | 67         |
| Zagarzazú           | 66         |
| Puerto Inglés       | 58         |
| Blanca Arena        | 44         |
| Artilleros          | 36         |
| Brisas del Plata    | 19         |
| Santa Regina        | 19         |
| Boca del Rosario    | 12         |

## Économie
L'économie est basée sur la production de lait et ses applications industrielles (fromage, beurre, etc.) puisque c'est le plus grand producteur du pays. On y élève bovins et ovins, ainsi que les porcins. L'activité agricole comprend la culture du maïs, tournesol, lin, orge, vigne, fruits et diverses plantes fourragères.
Il existe aussi diverses carrières de pierres à chaux et de pierres de construction.
Le port de Carmelo a une très grande activité commerciale, et il est aussi un chantier naval. Toute la production industrielle, comme le papier, les fibres synthétiques et autres tissus, les extractions de pierres, les articles en aluminium, les dérivés du lait et les conserves, transite par là.